# 冬宫
冬宫（俄語：Зи́мний дворе́ц，羅馬化：Zimny dvorets，IPA：[ˈzʲimnʲɪj dvɐˈrʲet͡s]）是俄罗斯圣彼得堡的象徵性建筑，始建于1721—1762年（圣彼得堡始建于1703年），属俄式巴洛克建筑。
建成之初到1917年罗曼诺夫王朝结束一直是俄国皇帝们的皇宫。冬宫具有双重性，早在彼得大帝的女儿伊丽莎白·彼得罗夫娜女皇在位期间（1741—1761年）就已经具有皇家博物馆的属性，伊丽莎白女皇是最早修缮、也是最大规模修缮冬宫的女皇之一。叶卡捷琳娜二世女皇在位期间（1762—1796年）极大的扩充了冬宫的馆藏数量，并于1764年在冬宫内建立了埃尔米塔日博物馆（当时是她的私人博物馆），该馆当时收藏的是俄罗斯女皇叶卡捷琳娜二世从柏林商人戈茨科夫斯基手中获得的225幅绘画作品，及来自欧洲和北亚地区的艺术珍品。1917年俄国皇帝尼古拉二世（1895—1917年在位）宣布退位，冬宫结束作为皇宫的历史。博物馆在12月17日庆况自己的建馆日——这—天也是圣叶卡捷琳娜日。埃尔米塔日博物馆于1852年对公众开放。
1917年11月7日阿芙乐尔号巡洋舰炮击冬宫（一说并未开炮，并未流血），接着士兵和工人占领冬宫。1940—1943年圣彼得堡被德军围困，冬宫受到很大破坏，但馆藏的艺术珍品得到列宁格勒（当时圣彼得堡被称为列宁格勒）人民的妥善而及时的保护。1945年二战结束，苏维埃政府开始重修冬宫。因為這棟建築還提拔了設計師拉斯特雷利的作品。现在的冬宫是埃尔米塔日博物馆（Государственный Эрмитаж）的一部分，以古文字学研究和欧洲绘画艺术品闻名世界。

## 世界各國冬宮
- 霍夫堡皇宮（奧地利君主的冬季宮殿）
- 柏林宮（德國君主的冬季宮殿）
- 城市宮殿（德语：Stadtpalais）（各國君主或貴族位於首都的宮殿或府邸，通常作為冬季宮殿使用）
- 斯德哥爾摩王宮（瑞典君主的冬季宮殿、官方住所）
- 阿马林堡宫（丹麥君主的冬季宮殿、官方住所）
- 白金汉宫（英國君主的冬季宮殿、官方住所）
- 故宫（中國君主的冬季宮殿）